# Hemileius gressitti
Hemileius gressitti är en kvalsterart som beskrevs av J. och P. Balogh 1983. Hemileius gressitti ingår i släktet Hemileius och familjen Hemileiidae. Inga underarter finns listade i Catalogue of Life.